# Orthotrichum serpens
Orthotrichum serpens là một loài rêu trong họ Orthotrichaceae. Loài này được Bruch ex Hook. & Grev. mô tả khoa học đầu tiên năm 1824.